# 石丸幸人
石丸 幸人（いしまる ゆきと、1972年8月26日 - ）は、北海道出身の弁護士、税理士、医師、アディーレ法律事務所の設立者。

## 略歴
- 1991年： 北海道伊達緑丘高等学校卒業。
- 1995年： 横浜国立大学経営学部第二部経営学科卒業
- 1995年：（株）セガ・エンタープライゼス[注 1]入社
- 1996年：（株）フューチャー・テクノロジー入社
- 1997年：（株）パソナソフトバンク[注 2]入社
- 2001年：司法試験合格
- 2003年：東京弁護士会弁護士登録
- 2004年：アディーレ法律事務所設立
- 2005年：同事務所をサンシャイン60に移転させるとともに弁護士法人化、代表弁護士就任
- 2009年：東京弁護士会会長選出馬
- 2024年：東京都知事選挙に石丸幸人党から立候補[1]し、56人中8位で落選した[2]。
- 2025年：第27回参議院議員通常選挙にNHK党から東京都選挙区で立候補し[3]、32人中18位で落選[4]。

## 来歴
北海道室蘭市生まれ。大学卒業後、（株）セガ・エンタープライゼスに入社し、当時直営だったアミューズメント施設部門に配属され、ゲームセンターの副店長となる。当時セガはほぼ全国に店舗網を有していたため、東京勤務を望んでいたにもかかわらず、帯広勤務を命じられて自暴自棄になり、酒気帯び運転で3回逮捕され、懲役9月執行猶予4年の有罪判決を受ける。そのためセガからは入社10か月で懲戒解雇された。その後ベンチャー企業勤務を経て、一念発起して弁護士の道を目指す。
2001年、29歳で司法試験に合格、司法修習56期を経て弁護士になる。都内大手法律事務所を経て、2004年、東京都豊島区にアディーレ法律事務所を設立。翌年に弁護士法人化し、代表弁護士に就任。
2021年、北里大学医学部卒業、医師免許取得。2023年、美容クリニックを開業。

## 人物・エピソード
- 剣道2段。
- 弁護士になろうと決めたのは、留置場の中だった[5]。
- 暗記力に自信があり、お気に入りの居酒屋チェーン店のメニューと値段を覚えている[8]。
- ゲームが好きで自宅にいるときはニンテンドーDSが手放せないと語っていた[8]。
- 2009年2月13日　破産申し立てを引き受けた法律事務所の怠慢（2年間放置した）で、財産が失われたとして500万円の請求をされた訴訟で東京地裁に全額支払いを命じられる敗訴となった[9]。
- 2009年8月25日、愛知県内の弁護士らが設立した名古屋消費者信用問題研究会から、アディーレ法律事務所及び石丸に対して損害賠償等請求訴訟を提起されたが、以下のように名古屋地方裁判所から最高裁まで三審全てに石丸側が勝訴している。この訴訟は、アディーレ法律事務所の監修による『ひとりで出来る 過払い金回収完全ガイド』および石丸の執筆による『知らないと損をする！過払い金回収ガイド』の各書籍が、研究会編著の『Q&A過払金返還請求の手引・第2版』、『［過払金回収マニュアル］サラ金・消費者金融からお金を取り返す方法』の著作権を侵害するものであるとして、損害賠償、書籍の発布等の差止め及び謝罪広告を同会が請求した。しかし2011年9月に名古屋地方裁判所での第一審、2012年9月の名古屋高等裁判所での第二審共に、「著作権を侵害したとは認められない」と判断し、同研究会の請求を棄却。最終的に最高裁が2013年8月に上告人の訴えを退けるとの判断を示し、アディーレ法律事務所と石丸の勝訴が確定した[10][11]。
- 2012年、子どもができたことを理由に、保育士の資格を取得。法律事務所代表の仕事と育児を両立する[12]。
- 2012年9月10日「日刊スゴイ人！」のインタビュー内で、「今の目標は、47都道府県にある地裁と同じ数の支店を作り、アディーレ（身近）を実践して、一人でも多くの人生の再スタートを応援していきたい」と語っている[13]。
- 消費者庁によるアディーレ法律事務所への行政処分を受け[注 5]、東京弁護士会が、アディーレ法律事務所、代表の石丸を懲戒審査に付す決定をしたことが、2017年4月2日に明らかになった[15]。東京弁護士会は、同年10月11日にアディーレ法律事務所に業務停止2カ月、元代表の石丸に業務停止3カ月の懲戒処分を行った[16]。

## 出演
- スーパーモーニング(テレビ朝日)
- 行列のできる法律相談所（日本テレビ）
- 情報ライブ ミヤネ屋（読売テレビ）
- 火曜エンタテイメント 闘う弁護士スペシャル2!あなたのピンチ解決します!（テレビ東京）
- クローズアップ現代（NHK総合）
- 大沢悠里のゆうゆうワイド（TBSラジオ）
- ロンドンブーツ1号2号田村淳のNewsCLUB（文化放送）
- JAM THE WORLD（J-WAVE）
- 生島ヒロシのおはよう一直線（TBSラジオ）
- 宮地佑紀生の聞いてみや〜ち（東海ラジオ）
- 「週刊ダイヤモンド」（ダイヤモンド社)
- 「日経ビジネス」（日経BP社）
- 「AERA」（朝日新聞社）
- 「DIME」（小学館）

## 著書
- 小説でわかる 自己破産弁護人（しののめ出版、2007年、ISBN 978-4434110603 ）
- ひとりで出来る過払い金回収完全ガイド―クレジット・サラ金から払いすぎた利息を取り返そう! （監修、ダイアプレス、2007年、ISBN 978-4862140869 ）
- 知らないと損をする!過払い金回収完全ガイド―払いすぎた借金を取り戻せ! （きんのくわがた社、2008年、ISBN 978-4877700782 ）
- 世界一わかりやすい「過払い金回収マニュアル」（英和出版社、2008年、ISBN 978-4899866565 ）
- どんな相手も納得させる　デキる人の切り返し術～難しい局面でも優位に立てる勝利法則～(日本文芸社、2008年、ISBN 978-4537255973 )
- 多重債務地獄から抜け出せる！　借金返済の裏ワザ(ランダムハウス講談社、2008年、ISBN 978-4270003626)
- 会社がない！（すばる舎、2009年、ISBN 978-4883997985）
- 成功は1冊のファイルで手に入れる（あさ出版、2009年、ISBN 978-4860633479）
- マンガでわかる身近な法律相談SOS!（漫画/小沢カオル、監修/アディーレ法律事務所石丸幸人、芳文社、2012年、ISBN:978-4832250611）

## 所属委員会等
- 日本弁護士連合会業務改革委員会
- 東京弁護士会業務改革委員会
- 東京弁護士会倒産法部会
- 東京弁護士会商法部会
- 東京弁護士会業務部会
- 元東京弁護士会司法修習委員会
- 日本交通法学会
- 日本賠償科学会
- 日本交通心理学会